# Selezioni giovanili della nazionale femminile di pallacanestro della Francia
Le selezioni giovanili della nazionale di pallacanestro femminile della Francia sono gestite dalla Federazione cestistica della Francia e partecipano ai tornei cestistici internazionali femminili per squadre nazionali, limitatamente a specifiche classi d'età.

## Under-21
Rappresenta le migliori giocatrici di nazionalità francese di età non superiore ai 21 anni. Partecipa a tutte le manifestazioni internazionali giovanili di pallacanestro per nazioni gestite dalla FIBA.

### Partecipazioni
Mondiali Under-21
- 2003 -  3º
- 2007 -  3º

### Formazioni
Francia under 21 - Campionato mondiale femminile di pallacanestro Under-21 20034 Lepron, 5 Tomaszewski, 6 Krawczyk, 7 Bertal, 8 Godin, 9 Dumerc, 10 Skrela, 11 Gomis, 12 Sy, 13 Reghaïssia, 14 Bonnan, 15 Ndongue,        All. -
 Francia under 21 - Campionato mondiale femminile di pallacanestro Under-21 20074 Lardy, 5 Kamba, 6 Tanqueray, 7 Costaz, 8 Assilamehou, 9 Gruszczynski, 10 Barennes, 11 Miyem, 12 Arnaud, 13 Gruda, 14 Yacoubou, 15 Jannault,        All. Francis Denis

## Under-20
Rappresenta le migliori giocatrici di nazionalità francese di età non superiore ai 20 anni. Partecipa a tutte le manifestazioni internazionali giovanili di pallacanestro per nazioni gestite dalla FIBA.
Nel corso degli anni questa selezione ha subito alcuni cambiamenti nel nome, dovuti agli adeguamenti nelle normative della FIBA in fatto di classificazione delle categorie giovanili.
Agli inizi la denominazione originaria era Nazionale Juniores, in quanto la FIBA classificava le fasce di età sotto i 22 anni con la denominazione "juniores". In seguito, denominazione e fasce di età sono state equiparate, divenendo Nazionale Under 22. Dal 2000, la FIBA ha modificato nuovamente il tutto, equiparando sotto la dicitura "under 20" sia denominazione che fasce di età. Da allora la selezione ha preso il nome attuale.

### Partecipazioni
FIBA EuroBasket Under-20
- 2002 -  3º
- 2004 -  2º
- 2005 -  1º
- 2006 -  3º
- 2007 -  3º

- 2008 -  2º
- 2009 -  1º
- 2010 - 4º
- 2011 - 5º
- 2012 - 5º

- 2013 - 5°
- 2014 -  1º
- 2015 -  2º
- 2016 - 6°
- 2017 - 4º

- 2018 - 6°
- 2019 -  3º
- 2022 - 4°
- 2023 -  1º

### Formazioni
Francia under 20 - Campionato europeo femminile di pallacanestro Under-20 20181 Sissoko, 3 Limouzin, 5 Michaud, 7 Lenglet, 9 Foppossi, 10 Dreano-Trecant, 11 Djekoundade, 13 Tahane, 15 Tadić, 32 Pouye, 33 Djaldi-Tabdi, 99 Mbandu,        All. Jérôme Fournier

## Under-19
Rappresenta le migliori giocatrici di nazionalità francese di età non superiore ai 19 anni. Partecipa a tutte le manifestazioni internazionali giovanili di pallacanestro per nazioni gestite dalla FIBA.

### Partecipazioni
Mondiale Under-19
- 1993 - 6°
- 2001 - 5°
- 2009 - 7°

- 2011 - 6°
- 2013 -  2°
- 2015 - 5°

- 2017 - 5°
- 2021 - 4°
- 2023 - 4°

### Formazioni
Francia under 19 - Campionato mondiale femminile di pallacanestro Under-19 19934 Robini, 5 Savasta, 6 Melain, 7 Dumas, 8 Jouandon, 9 Amari, 10 Antibe, 11 Clauss, 12 Sauret, 13 Lesdema, 14 Brugeille, 15 Marien,        All. -
 Francia under 19 - Campionato mondiale femminile di pallacanestro Under-19 20014 Le Leuch, 5 Tomaszewski, 6 Sene, 7 Bertal, 8 Beikes, 9 Dumerc, 10 Skrela, 11 Gomis, 12 Ayissi, 13 Reghaïssia, 14 Noirez, 15 Ndongue,        All. -
 Francia under 19 - Campionato mondiale femminile di pallacanestro Under-19 20094 Igoufe, 5 Konaté, 6 Plagnard, 7 Strunc, 8 Konteh, 9 Datchy, 10 Okou-Zouzouo, 11 Medenou, 12 Vernerey, 13 Thizy, 14 Minté, 15 Grossemy,        All. -
 Francia under 19 - Campionato mondiale femminile di pallacanestro Under-19 20114 Fouasseau, 5 Bouzenna, 6 Degorces, 7 Ayayi, 8 Joseph, 9 Akmouche, 10 Barba, 11 Konteh, 12 Devaux, 13 Grossemy, 14 Djaldi-Tabdi, 15 Roche,        All. -
 Francia under 19 - Campionato mondiale femminile di pallacanestro Under-19 20134 Paget, 5 Badiane, 6 Turčinović, 7 Époupa, 8 Touré, 9 Lithard, 10 Marsac, 11 Ayayi, 12 Djaldi-Tabdi, 13 Fagnez, 14 Gaye, 15 Sissoko,        All. Jérôme Fournier
 Francia under 19 - Campionato mondiale femminile di pallacanestro Under-19 20154 Makosso, 5 Limousin, 6 Majekodunmi, 7 Milapie, 8 Legrand, 9 Dambach, 10 Ducret, 11 Girardet, 12 Mosengo-Masa, 13 Combes, 14 Cirgue, 15 Turmel,        All. Julien Egloff
 Francia under 19 - Campionato mondiale femminile di pallacanestro Under-19 20171 Sissoko, 3 Limouzin, 5 Kerboeuf, 6 Michaud, 11 Djekoundade, 16 Saint-Juste, 23 Foppossi, 24 Toi, 32 Pouye, 33 Djaldi-Tabdi, 74 Lenglet, 79 Marie,        All. Julien Egloff
 Francia under 19 - Campionato mondiale femminile di pallacanestro Under-19 20212 Gaillard, 6 Kessler, 12 Lacan, 13 Guèye, 18 Raynaud, 19 Sida Abega, 22 Djoko, 23 Diarisso, 24 Niare, 28 Bussière, 29 Roumy, 98 Astier,        All. Arnaud Guppillotte

## Under-18
Rappresenta le migliori giocatrici di nazionalità francese di età non superiore ai 18 anni. Partecipa a tutte le manifestazioni internazionali giovanili di pallacanestro per nazioni gestite dalla FIBA.
Nel corso degli anni questa selezione ha subito alcuni cambiamenti nel nome, dovuti agli adeguamenti nelle normative della FIBA in fatto di classificazione delle categorie giovanili.
Agli inizi la denominazione originaria era Nazionale Cadette, in quanto la FIBA classificava le fasce di età sotto i 18 anni con la denominazione "cadette". In seguito, denominazione e fasce di età sono state equiparate, divenendo Nazionale Under 18. Da allora la selezione ha preso il nome attuale.

### Partecipazioni
FIBA EuroBasket Under-18
- 1965 - 8°
- 1967 - 9°
- 1973 - 11°
- 1975 - 10°
- 1977 - 10°
- 1979 - 10°

- 1981 -  2°
- 1983 - 7°
- 1984 - 11°
- 1986 - 6°
- 1988 - 9°
- 1990 - 7°

- 1992 - 4°
- 1994 - 5°
- 1996 - 7°
- 1998 - 10°
- 2000 - 5°
- 2002 -  2°

- 2004 - 5°
- 2005 -  3°
- 2006 - 6°
- 2007 - 7°
- 2008 - 4°
- 2009 -  2°

- 2010 -  3°
- 2011 -  2°
- 2012 -  1°
- 2013 -  2°
- 2014 -  2°
- 2015 -  2°

- 2016 -  1°
- 2017 -  3°
- 2018 - 7°
- 2019 -  3°
- 2022 -  3°
- 2023 -  2°

## Under-17
Rappresenta le migliori giocatrici di nazionalità francese di età non superiore ai 17 anni. Partecipa a tutte le manifestazioni internazionali giovanili di pallacanestro per nazioni gestite dalla FIBA.

### Partecipazioni
Mondiale Under-17
- 2010 -  2°
- 2014 - 8°
- 2016 - 8°

- 2018 -  2°
- 2022 -  3°

## Under-16
Rappresenta le migliori giocatrici di nazionalità francese di età non superiore ai 16 anni. Partecipa a tutte le manifestazioni internazionali giovanili di pallacanestro per nazioni gestite dalla FIBA.
Nel corso degli anni questa selezione ha subito alcuni cambiamenti nel nome, dovuti agli adeguamenti nelle normative della FIBA in fatto di classificazione delle categorie giovanili.
Agli inizi la denominazione originaria era Nazionale Allieve, in quanto la FIBA classificava le fasce di età sotto i 16 anni con la denominazione "allieve". In seguito, denominazione e fasce di età sono state equiparate, divenendo Nazionale Under 16. Da allora la selezione ha preso il nome attuale.

### Partecipazioni
FIBA EuroBasket Under-16
- 1978 - 7°
- 1980 - 9°
- 1982 - 7°
- 1984 - 9°
- 1985 - 8°
- 1987 - 6°

- 1989 - 8°
- 1991 - 8°
- 1993 - 6°
- 1997 -  3°
- 1999 -  3°
- 2001 -  1°

- 2003 - 5°
- 2004 - 7°
- 2005 -  2°
- 2006 - 5°
- 2007 -  1°
- 2008 -  3°

- 2009 -  3°
- 2010 -  3°
- 2011 - 7°
- 2012 - 5°
- 2013 - 5°
- 2014 - 4°

- 2015 - 6°
- 2016 -  3°
- 2017 -  1°
- 2018 - 5°
- 2019 - 4°
- 2022 -  1°

- 2023 -  1°